# Манюв-Великий
Манюв-Великий (пол. Maniów Wielki) — село в Польщі, у гміні Меткув Вроцлавського повіту Нижньосілезького воєводства.
Населення — 211 осіб (2011).
У 1975-1998 роках село належало до Вроцлавського воєводства.

## Демографія
Демографічна структура станом на 31 березня 2011 року:
|          | Загалом | Допрацездатний вік | Працездатний вік | Постпрацездатний вік |
| -------- | ------- | ------------------ | ---------------- | -------------------- |
| Чоловіки | 104     | 22                 | 68               | 14                   |
| Жінки    | 107     | 19                 | 66               | 22                   |
| Разом    | 211     | 41                 | 134              | 36                   |